# Ayelet Nahmias-Verbin
Ayelet Nahmias-Verbin (en hébreu : איילת נחמיאס-ורבין) est une avocate et femme politique israélienne, née le 19 juin 1970 à Tel Aviv.

## Biographie et carrière
D'origine juive grecque, Nahmias-Verbin naît et grandit à Tel Aviv. Elle étudie la droit à l'université hébraïque de Jérusalem. Elle rejoint le Parti travailliste en 1991, puis elle devient conseillère juridique assistante auprès du Premier ministre Yitzhak Rabin. Après l'assassinat de Rabin en 1995, elle prend la direction de la compagnie d'irrigation Tavlit.
Aux élections législatives de 2015, Nahmias-Verbin est placée 22e sur la liste de l'Union sioniste (qui regroupe le Parti travailliste et le parti Hatnuah) et obtient un siège à la Knesset.
Nahmias-Verbin réside à Jaffa. Elle est mariée et mère de trois enfants. Son beau-père est l'ancien maire de Ramat HaSharon.